# El plan infinito
El plan infinito (em português, O plano infinito) é um romance da autora chilena Isabel Allende, publicado em 1991.